# الإخلال بالنظام العام
الجرائم المخلة بالنظام العام هي فئة من الجرائم تُرتكب ضد القيم أو القواعد التي تنظّم السلوك العام داخل المجتمع، وتعدّ انتهاكًا للسكينة والأخلاق والنظام الاجتماعي. تختلف تسميات هذه الجرائم باختلاف السياقات القانونية، تعرف في اللغة الإنجليزية باسم «الجرائم الماسة بالنظام العام (Public-order crimes)» وقد تسمى «الجرائم الأخلاقية» أو «الجرائم المخلة بالآداب العامة»، وتدخل ضمنها جرائم مثل الفعل الفاضح، التحريض على الفجور، التجاهر بالمحظورات، الإخلال بالآداب العامة، والمجاهرة بشرب الخمر أو الزنا. الجرائم المخلة بالنظام العام تمثّل تقاطعًا بين القانون والأخلاق والدين، ويتطلب التعامل معها موازنة دقيقة بين حماية المجتمع وصون الحريات الفردية.

### مفهوم النظام العام
يُقصد بالنظام العام في الفقه القانوني: مجموعة القواعد الأساسية التي يتوقف عليها كيان المجتمع واستقراره، والتي لا يجوز للأفراد الاتفاق على مخالفتها. ويشمل النظام العام جوانب متعددة كالأمن، والصحة العامة، والسكينة، والآداب، والاقتصاد، والدين، والعرف، وتختلف حدود هذا المفهوم باختلاف الزمان والمكان والبيئة الثقافية.

### تعريف الجريمة المخلة بالنظام العام
يُعرّفها فقهاء القانون بأنها: «كل سلوك إيجابي أو سلبي من شأنه أن يُخلّ باستقرار المجتمع أو ينتهك حرمة القيم العامة، دون أن يُفضي إلى ضرر مادي مباشر لفرد معيّن». وهذه الجرائم تُعدّ أدوات قانونية للحفاظ على البنية الاجتماعية.

## خصائصها
- غياب الضحية المباشرة: أي أن الضرر الذي تسبّبه هذه الجريمة يكون عامًا لا شخصيًا.
- الطابع الوقائي: كثير منها يُجرّم بدافع الحماية الاستباقية للمجتمع.
- الارتباط بالقيم المجتمعية: وتبعًا لذلك تختلف من مجتمع إلى آخر.
- قابلية التسييس: قد تُستعمل بعض هذه الجرائم لتقييد الحريات أو قمع المعارضة إذا لم تكن محكومة بضوابط.[4]

### أمثلة على الجرائم المخلة بالنظام العام
تشمل الجرائم المخلة بالنظام العام في معظم التشريعات العربية والغربية ما يأتي:
- تعاطي المخدرات
- الدعارة
- السُكر العلني، أو السكر بذاته
- خدش الحياء
- الشغب
- التسوّل
- التحريض على الكراهية
- إثارة الضوضاء

وتُعدّ هذه الأفعال جرائم وقائية، لأن المشرّع يُجرّمها للحؤول دون تطورها إلى تهديد أكبر للنظام الاجتماعي.

## التنظيم القانوني
تختلف هذه الجرائم باختلاف القانون الوطني لكل دولة، لكنها تظهر غالبًا في أبواب مخصصة ضمن قانون العقوبات: تُدرج معظم التشريعات العربية هذه الجرائم ضمن باب الجرائم الواقعة على النظام العام أو الآداب العامة. ومن الأمثلة على ذلك:
- قانون العقوبات المصري: خصّص مواد مثل (178، 278) للفعل الفاضح والإخلال بالآداب.[5]
- قانون العقوبات الأردني: تضمن نصوصًا في الباب السابع عن الجرائم المخلة بالأخلاق والآداب العامة.[6]
- قانون العقوبات الجزائري: يُدرجها ضمن الجرائم الماسة بسلامة المجتمع والنظام.[7]

## التقنين أداة لحماية النظام العام
يُعدّ التقنين الدقيق للجرائم المخلة بالنظام العام من أساسيات الدول الحديثة التي تسعى إلى ضبط السلوك العام دون تعسف. فالتجريم المنظَّم يُحافظ على القيم الاجتماعية المشتركة، ويحول دون الانزلاق إلى مظاهر التفكك الأخلاقي والفوضى السلوكية، خصوصًا في المجتمعات ذات النسيج الثقافي المحافظ. وتُسهم القوانين الصريحة في منع الإخلال بالسكينة العامة، مثل الأفعال الفاضحة، أو التحريض العلني على الفجور، أو انتهاك حرمة الأماكن العامة، مع مراعاة مبدأ الشرعية القانونية الذي يضمن أن لا يُعاقب أحد إلا بنص واضح. وتُعدّ دول كـسنغافورة والسعودية مثالًا على تطبيق قوانين صارمة في هذا الباب، أظهرت فاعلية واضحة في خفض الجريمة وتعزيز النظام والانضباط المجتمعي.

### الحريات الفردية ومخاطر التقييد المفرط
في المقابل، يرى أنصار الحرية الفردية أن المبالغة في تجريم السلوكيات الخاصة ويُهدّد الحريات، ويُطالب هذا الاتجاه بترك الأفعال التي لا تُسبب ضررًا مباشرًا للآخر، في دائرة الاختيار الشخصي، كطريقة اللباس، التعبير الفني، معتبرين أن الدولة لا يجوز أن تفرض رؤية أخلاقية موحدة على كل المواطنين.

### حلول متوازنة للمشكلة
تُظهر التجربة العملية أن التحلل من الضوابط القانونية على السلوك العام يُنتج آثارًا سلبية فادحة، مثل ما حدث في هولندا والسويد، حينما قنّنت الدعارة والمخدرات، ثم عادت جزئيًا إلى تقييدها بعد ظهور تداعيات خطيرة كالاتجار بالبشر والجريمة المنظمة. وكذلك الحال في روسيا التي خففت القيود بعد سقوط الشيوعية ثم أعادت تشديدها، وفي الصين التي فتحت الاقتصاد لكنها شددت الرقابة الأخلاقية. بالمقابل، فإن التجريم المطلق دون تمييز قد يُكرّس الاستبداد. لذا، فإن الاتجاه الأنسب هو الموازنة الدقيقة بين الحماية القانونية والقيم المجتمعية من جهة، والحريات الفردية من جهة أخرى.
تتجه كثير من الدول إلى صياغة حلول وسطية تتجاوز منطق الإباحة المطلقة أو التجريم المطلق، عبر مجموعة من الإجراءات العملية، أهمها:
إعادة تعريف النظام العام قانونيًا بدقة، واللجوء إلى التعزيرات والغرامات والوسائل التربوية بدل العقوبات الجنائية في الحالات البسيطة، فضلًا عن تعزيز الوعي الأخلاقي، كما تُعدّ الرقابة القضائية على هذه القوانين ضمانة مهمة لمنع إساءة استخدامها. وهكذا تُصبح حماية النظام العام وسيلة لتنظيم الحياة المشتركة، لا ذريعة لانتهاك الحريات.

## في القانون الإسلامي
ينظر الفقه الإسلامي إلى حماية النظام العام باعتبارها من المقاصد الكبرى للشريعة، إذ تتفرع عنها مقاصد حفظ الدين، والنفس، والعقل، والعرض، والمال، وهي المقاصد التي يقوم عليها البناء التشريعي في الإسلام. على هذا الأساس، فإنّ الجرائم التي تُخلّ بالسكون العام أو تسبب اضطرابًا في الأخلاق العامة أو تُشجع على الفواحش، تُعدّ من الأفعال المنكرة التي تدخل تحت باب التعزير، وهو نوع من العقوبات التقديرية التي تُركت بحسب المصلحة.
تُؤطَّر هذه الجرائم في الشريعة ضمن وظائف «الأمر بالمعروف والنهي عن المنكر»، كما في قوله تعالى: ﴿وَلْتَكُنْ مِنْكُمْ أُمَّةٌ يَدْعُونَ إِلَى الْخَيْرِ وَيَأْمُرُونَ بِالْمَعْرُوفِ وَيَنْهَوْنَ عَنِ الْمُنْكَرِ﴾ [آل عمران: 104]. وقد تبنّت كتب الفقهاء هذا المبدأ حينما أدرجوا ضمن اختصاصات الدولة منع الجهر بالمنكر، والإخلال بالآداب في الطرقات، ورفع الأصوات بالفحش، ونحو ذلك، مما يُعدّ إخلالًا بالنظام العام ولو لم يَثبُت فيه حدّ شرعي.

### الحريات الشخصية والقوانين الإسلامية
ومع أن الشريعة تُقدّر الخصوصية الشخصية، فإنها تُفرّق بين المعصية السرية التي لا يتعدى ضررها الفاعل، وبين المجاهرة التي تُعدّ خرقًا للحياء الجماعي وتحريضًا ضمنيًا على المنكر، وهو ما أكده الحديث النبوي: «كل أمتي معافى إلا المجاهرين».
وقد تناولت القوانين المستمدة من الشريعة الإسلامية هذه الجرائم تحت أبواب مثل «الجرائم الواقعة على الآداب العامة»، كما في نظام مكافحة جرائم الآداب في السعودية، أو القوانين التعزيرية في النظام القضائي الماليزي والقانون الجنائي الباكستاني، التي تجرّم الجهر بالمحرمات، وتعاطي المخدرات، والفعل الفاضح العلني، والتحريض على الفجور.
وعلى خلاف بعض الأنظمة القانونية الغربية التي توسعت في حماية الحريات الفردية على حساب النظام العام، فإن الفقه الإسلامي يؤسس لحالة من التوازن بين الحرية والمسؤولية، انطلاقًا من أن الحرية ليست مطلقة، وإنما تُمارس في إطار لا يُلحق ضررًا بالمجتمع أو ينتهك القيم الجامعة. وهو ما يشكل بديلًا قانونيًا للحفاظ على السلم الاجتماعي ضمن بيئة أخلاقية تراعي الخصوصيات الثقافية والدينية.
تُراعي القوانين الإسلامية مبدأ عدم إلزام غير المسلمين بالأحكام الخاصة بالإسلام لكنها تُلزم الجميع باحترام النظام العام في الأماكن العامة، وذلك استنادًا إلى قاعدة «لهم ما لنا وعليهم ما علينا» في الفقه الإسلامي. ترى الرؤية الإسلامية أن حماية النظام العام ليست قيدًا على الحرية، بل ضمانًا لحسن التعايش بين الأفراد، وهو ما يتلاقى مع حاجة الدول المعاصرة لضبط السلوك العام في سياق يحترم التعددية والخصوصية الثقافية.

### انخفاض الجريمة
أثبتت تقارير أمنية دولية أن الدول ذات المرجعية الشرعية – مثل أفغانستان وباكستان – تُسجّل معدلات منخفضة نسبيًا في الجرائم الأخلاقية مقارنة بالدول التي أباحت كثيرًا من الأفعال المخلة باسم الحرية الشخصية، وهو ما دفع ببعض الدول الأوروبية، مثل السويد وهولندا، إلى مراجعة سياساتها الليبرالية في التعامل مع الدعارة والمخدرات، بعد ظهور مشكلات كبيرة كالاتجار بالبشر والجريمة المنظمة. 
من ثمّ، يُعدّ النظام الإسلامي في تجريمه لهذه الأفعال نظامًا مرنًا وعقلانيًا، يجمع بين ثبات المبادئ ومرونة التطبيق، ويُوفّر إطارًا قانونيًا يُراعي النظام العام دون أن يقع في الاستبداد، مع ضمان حقوق الأفراد في ظل القيم الشرعية والمجتمعية.